# 3972 Richard
3972 Richard (1981 JD3) là một tiểu hành tinh vành đai chính được phát hiện ngày 6 tháng 5 năm 1981 bởi C. Shoemaker ở Palomar.